# Манро, Томас
Сэр Томас Манро (англ. Thomas Munro), 1-й баронет (27 мая 1761 — 6 июля 1827) — шотландский военный и колониальный администратор. Он был офицером армии Ост-Индской компании и государственным чиновником.

## Происхождение
Манро родился в Глазго в семье торговца Александра Манро. Дед Томаса был портным, который преуспел благодаря удачным инвестициям в американский табак. Проработав банковским клерком, Александр Манро присоединился к успешному семейному табачному бизнесу, который потерпел крах из-за проблем с торговлей табаком во время Войны за независимость США. Томас также был прямым потомком Джорджа Манро, 10-го барона Фоулис (умер в 1452 году), вождя горного клана Манро.

## Образование и спорт
Образование Томас получил в Университете Глазго. Ещё в школе Томас отличился особой открытостью характера, спокойным и добродушным нравом, большой смелостью и хладнокровностью. От природы обладая крепким телосложением, он превзошёл всех своих школьных товарищей в атлетических упражнениях и особенно прославился как боксёр. Сначала он намеревался подключиться к бизнесу своего отца, но уже в 1789 году был назначен курсантом в пехоту в Мадрас.

## Военная карьера
Он участвовал со своим полком в ожесточённой войне против Хайдара Али (1780—1783), служа под началом своего дальнего родственника майора сэра Гектора Манро, 8-го Новара. Снова со своим полком Томас служил во время первой кампании против Типу Султана в 1790—1792 годах. Затем он был выбран в качестве одного из четырёх офицеров для управления Барамахалом, частью территории, захваченной у Типу, где он оставался в течение семи лет, изучая принципы учёта доходов и обложения налогами, которые он затем применял при управлении Мадрасом.
После окончательного свержения Типу в 1799 году он потратил некоторое время на наведение порядка в Канаре. Затем на следующие семь лет (1800—1807) он был назначен ответственным за северные округа, уступленные низамом Хайдарабада, где он ввёл райятвари, земельно-налоговую систему.
После длительной увольнительной в Королевстве Великобритании и Ирландии, в течение которого он дал ценные консультации по делам, связанным с обновлением устава Британской Ост-Индской компании, он вернулся в Мадрас в 1814 году со специальными инструкциями по реформированию юридической и полицейской систем.
После начала войны с пиндари в 1817 году он был назначен бригадным генералом для командования резервной дивизией, сформированной для того, чтобы ослабить южные территории пешвы.

## Губернатор Мадраса
В 1820 году Манро был назначен губернатором Мадраса, где заложил основы систем налогообложения доходов и управления, которые в значительной степени сохранялись и в XX веке. Он считается отцом системы райятвари. Манро получил титул баронета Линдертиса в графстве Форфар в 1825 году. Он умер от холеры во время поездки по уступленным округам.
В Мадрасе в центре острова находится его конная статуя работы Френсиса Легата Чантри. Манро изображён как человек, гордо и прямо восседающий на лошади, без седла и стремян.